# Коронавірусна хвороба 2019 в Іспанії
Коронавірусна хвороба 2019 в Іспанії — розповсюдження кронавірусу територією країни.

## Перебіг подій

### 2020
Станом на 10 березня кількість хворих в Іспанії зросла до 1200 осіб, 26 померло. За цими показниками Іспанія вийшла на друге місце у Європі після Італії. Більшість постраждалих — у столиці Мадрид, переважна більшість з них — мешканці або персонал для будинків для літніх людей.
11 березня були закриті дитсадки, школи та університети. 13 березня в країні було введено надзвичайний стан.
15 березня Іспанія запроваджує карантин на всій території терміном на два тижні.
16 березня Іспанія посідала друге місце в ЄС за розповсюдженням вірусу, на цей день загальна кількість хворих перевищила 11 тисяч, 491 людина померла, лише за добу кількість жертв склала майже 200 осіб, було зареєстровано 2000 нових випадків.
22 березня повідомили, що за добу було 394 померлих від коронавірусу (всього померло 1725), інфікованих 28 572 особи і 2575 одужали. Карантин продовжили ще на 15 діб.
25 березня стало відомо, що у віце-прем'єра Кармен Кальво підтвердили зараження коронавірусом.
27 березня повідомили, що коронавірусом заразилися майже 9,5 тисяч медиків, 39 лікарів вже померли.
29 березня Іспанія посилила карантинні заходи, закривши на два тижні підприємства всіх галузей, які не є критичними. Зарплати працівників буде збережено, але пізніше повинні будуть відпрацювати пропущені години. Загалом за добу жертвами коронавірусу стали понад 800 осіб.
6 квітня країна повідомила про найнижчу кількість заражень за два тижні (637), загальне число заражених цього дня сягнуло 135 тис. осіб, 4273 з них — за добу.
8 квітня Іспанія обігнала Італію за кількістю випадків зараження.
24 квітня в Іспанії померло 367 чоловік. Це менше, ніж у попередні дні, і це шостий день, коли кількість смертей зменшується. Всього померло 22 524 осіб. Виписали з лікарні 3105 осіб (загалом 92355), тоді як нових інфекцій підтверджено 2796.
6 травня Іспанія продовжила дію карантину щонайменше до 24 травня.
Станом на 14 травня, 5 % населення країни було заражено вірусом. Було проведено тестування 70 тис. осіб, найбільше заражених виявилось в північній провінції Сорія — 14,2 %, в Мадриді — 11,3 %, у Барселоні — 7,1 %. Найменше постраждали Мурсія, Астурія, Канарські острови, Сеута та Мелілья з показником менше 2 %.
24 травня в Іспанії управі провели низку протестів на автомобілях та мотоциклах. Вони виступали проти карантину. За попередніми підрахунками станом на травень 2020 року економіка Іспанії втратить до 12 % ВВП.
з 28 липня в країні було посилено карантин, зокрема, в Мадриді запровадили обов'язкове носіння масок і заборону масових зібрань понад 10 людей.
25 серпня Мадрид направив ~2 тис. військових до регіонів країни, вони мають слідкувати за дотриманням карантинних заходів.
З 7 вересня в Мадриді було посилено карантин, посилено обмеження масових заходів через різкий ріст захворюваності.
21 вересня в Мадриді було повторно посилено карантин, на два тижні було обмежено пересування людей у 37 районах міста, жителям буде заборонено виїжджати за межі своїх районів.
2 жовтня в Мадриді знову ввели локдаун — заборону виїздждати із міста, зменшили час та умови роботи ресторанів та інших закладів харчування. Мадрид на той час був епіцентром епідемії в Іспанії.
6 жовтня було введено частковий локдаун в містаї Леон і Паленсія.
8 жовтня Вищий суд Мадриду скасував локдаун іспанської столиці.
25 жовтня в Іспанії вдруге з весни 2020-го було введено надзвичайний стан, термін склав щонайменше 15 днів.
10 листопада було оголошено, що країна отримає вакцину від COVID-19 виробництва Pfizer на початку 2021-го.
19 листопада в Каталонії було пом'якшено карантин, відкрито ресторани й бари.
20 листопада було оголошено про заплановане на першу половину 2021-го масове вакцинування населення. На це було виділено понад 1 млрд євро.
З 4 до 14 грудня було вирішено про закриття в'їзду та виїзду з Мадриду, також в самому Мадриді продовжили комендантську годину з 00:00 до 6:00. В грудні ж було вирішено, що з березня 2021 року для в'їзду до Іспанії вже не вимагатиметься здавати тест на вірус. 18 грудня в Каталонії та регіоні Валенсія було посилено карантин до 15 січня. 26 грудня в країні було виявлено новий штам коронавірусу з Великої Британії. З 26 грудня до 6 січня в Мадриді було послаблено карантин на час різдвяних свят. Було оголошено про плани ведення картотеки людей, що відмовилися зробити щеплення проти COVID-19. Доступ до цього реєстру матимуть всі країни ЄС.

### 2021
У січні представники Іспанії заявили, що підтримують «паспорти вакцинації», які запропонувала влада Греції. До початку туристичного сезону в ЄС планувалося ввести єдиний цифровий сертифікат щеплення, щоб дати вакцинованим можливість вільно подорожувати. 22 січня на одній з норкових ферм у провінції Ла-Корунья (Галісія) у норок було виявлено коронавірус, влада заявила про наміри знищити всіх тварин зданої ферми.
1 лютого в місті Лагартера було зафіксовано спалах вірусу у всіх 78 жителів будинку для престарілих після щеплення вакциною Pfizer. В середині березня було оголошено, що країна почала підготовку до літнього сезону, в рамках чого для туристів планувалося створювати «безпечні коридори», при цьому має бути вакциновано щонайменше третину населення країни.
15 березня в країні було призупинено використання однієї серії вакцини AstraZeneca через можливі проблеми зі згортанням крові у пацієнтів після щеплення. З червня було заплановано відкриття туристичного сезону, а в травні - запуск пілотного проекту щодо допуску туристів до країни.
7 червня було відкрито кордони для туристів з майже всіх країн, головною вимогою влада країни поставила наявність паспорту вакцинації.
24 грудня в Каталонії було введено комендантську годину з 1:00 до 6:00. 31 грудня в країні вперше було зареєструвано понад 100 тис. нових хворих протягом доби, цього дня захворюваність сягнула 1508 випадків на 100 тис. жителів.